# Arnold Cove
Die Arnold Cove ist eine Bucht an der Scott-Küste des ostantarktischen Viktorialands. Sie liegt am McMurdo-Sund zwischen dem Gneiss Point und dem Marble Point.
Das Advisory Committee on Antarctic Names benannte die Bucht nach Charles L. Arnold, Leiter einer Mannschaft des United States Antarctic Research Program für ingenieurswissenschaftliche Studien am Marble Point, an der McMurdo-Station und dem Flugfeld Williams Field von 1971 bis 1972.